# Командно-диспетчерський пункт

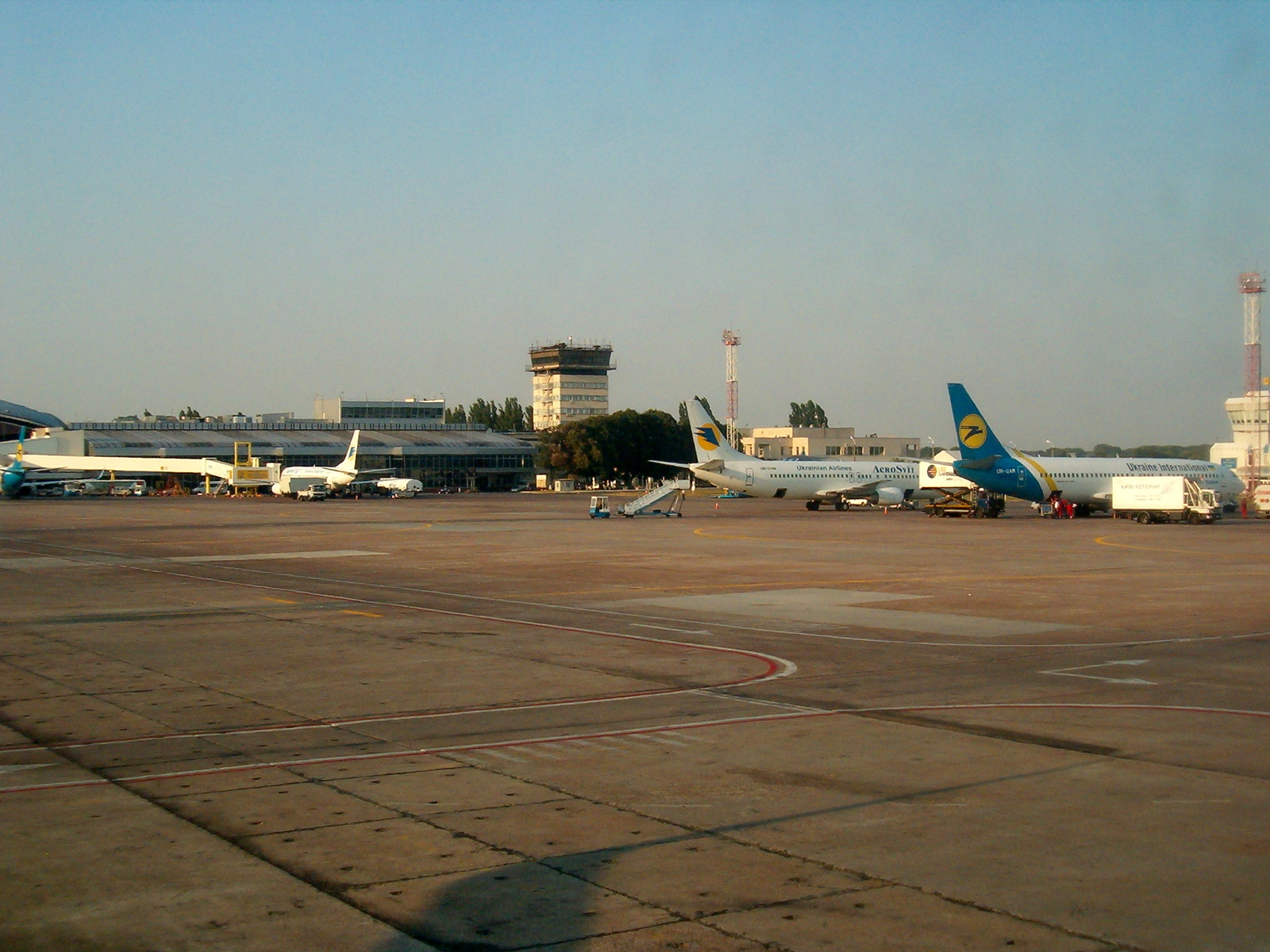
Міжнародний аеропорт «Бориспіль».
Центральна споруда — «башта» КДП

Кома́ндно-диспе́тчерський пу́нкт (аббр. КДП, розмовн. вежа, башта, вишка) — елемент летовища, споруда зі спеціально обладнаним приміщеннями на території аеродрому, з якої здійснюються централізоване керування повітряним рухом в районі аеродрому, в зоні зльоту і посадки повітряних суден, а також контроль за повітряним рухом в межах визначених кордонів у районі диспетчерської служби. Групу посадових осіб функціонально підготовлених для керування повітряним рухом, називають групою керівництва польотами (ГКП).
На невеликих аеродромах спортивної або легкомоторної авіації, а також у вертолітних частинах, може застосовуватися термін СКП (стартово-командний пункт).

## Призначення та будова КДП

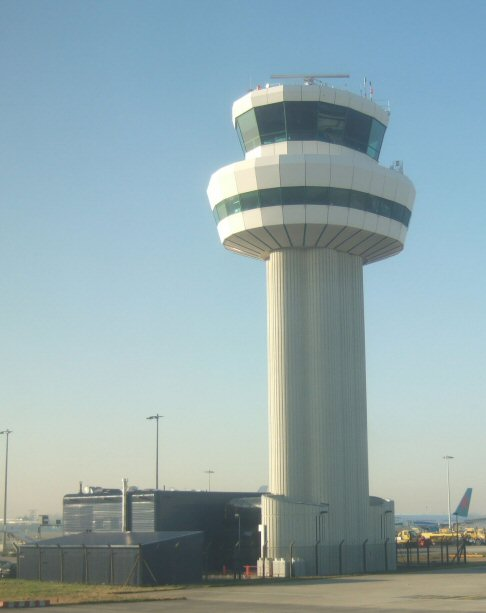
Командно-диспетчерський пункт лондонського аеропорту Гатвік

Як правило, командно-диспетчерський пункт розташовується в спеціально побудованій багатоповерховій капітальній споруді баштового типу специфічної архітектури з великою площею скління, «ліхтар» якої забезпечує огляд аеродрому й повітряної зони в межах, встановлених для диспетчерів стартового пункту й пункту рулювання. Саме через цю особливість на жаргоні, вона називається вишкою або баштою (англ. Aerodrome control tower).
На командно-диспетчерському пункті знаходяться авіадиспетчери-фахівці служби руху і група керівництва польотами. З КДП здійснюється керування рухом літальних апаратів в зоні відповідальності, а також пересуванням спецавтотранспорту по території аеродрому. На КДП здійснюється оформлення передполітної і післяполітної документації, передполітна підготовка екіпажів, підготовка й планування польотів; збирається, обробляється і доводиться до командного, льотного і диспетчерського складу метеоінформація. З КДП здійснюється дистанційне керування й контроль за радіотехнічним і світлосигнальним обладнанням аеропорту.

## Склад командно-диспетчерського пункту
Зазвичай до складу КДП входять диспетчерські пункти:
- районний центр єдиної системи керування повітряним рухом (РДЦ) або районний диспетчерський пункт (РДП),
- командно-диспетчерський пункт місцевих повітряних ліній (КДП МПЛ) і стартовий диспетчерський  пункт місцевих повітряних ліній (СДП МПЛ),
- диспетчерський пункт підходу або головний диспетчерський пункт підходу (ДПП),
- диспетчерський пункт кола (ДПК) і диспетчерський пункт кола місцевих повітряних ліній (ДПК МПЛ),
- диспетчерський пункт системи посадки (ДПСП),
- пункт диспетчера посадки (ПДП)
- диспетчерський пункт рулювання (ДПР),
- стартовий диспетчерський пункт (СДП) і допоміжний стартовий диспетчерський пункт (ДСДП),
- аеродромний диспетчерський пункт (АДП),
- допоміжний диспетчерський пункт (ДДП).

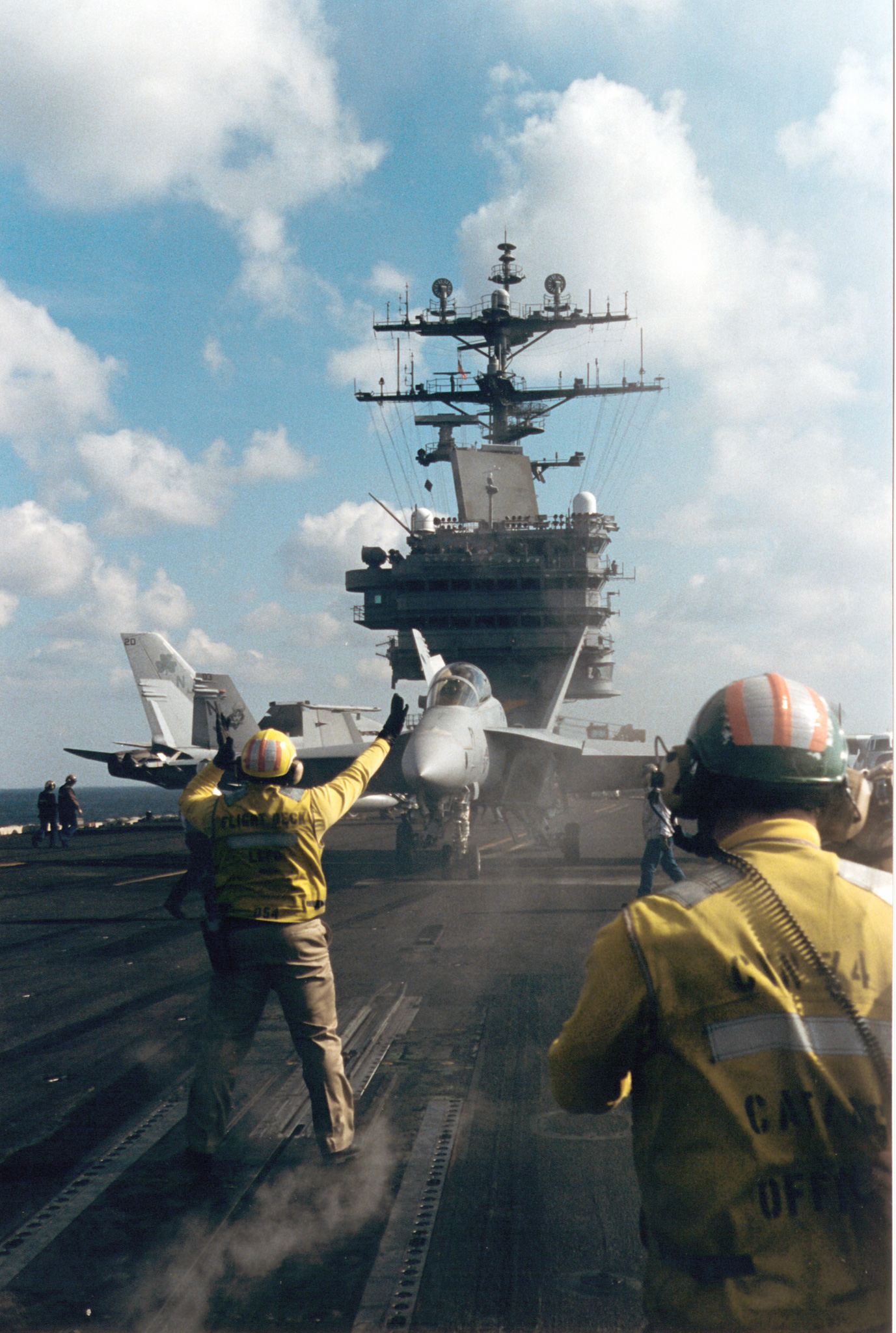
«Острів» авіаносця «Джон К. Стенніс» ВМС США

До  диспетчерів аеродрому належать диспетчери ДПР, СДП, ДСДП, КДП МПЛ та СДП МПЛ.
Залежно від найбільшого числа літальних апаратів, що обслуговують за годину (у тому числі їх зльотів і посадок на аеродромі) і тих, які пролітають крізь зону району диспетчерської служби, КДП розподіляються на шість розрядів (КДП-I, КДП-II, КДП-III тощо).

## «Острів» наавіаносцях
КДП потрібен і на авіаносних кораблях. Для забезпечення найбільш можливої корисної площі польотної палуби, КДП, ГКП і антени РЛС розміщуються на так званому «острові» (англ. island) — єдиній надпалубній надбудові. «Острів», як правило, розташовується по правому борту. Інше обладнання корабля розташовується з боків корпусу нижче рівня польотної палуби.